# Oswald Englebin
 (février 2024).
- Si vous ne connaissez pas le sujet, laissez ce bandeau (vous pouvez alors contacter les auteurs).
- Si vous supprimez le contenu mis en cause (vous pouvez préalablement contacter les auteurs),

argumentez précisément cette suppression dans la page de discussion
(un manque de référence n'est pas un argument ; une recherche réelle de référence doit avoir été effectuée, être formellement documentée).
Oswald Englebin, né le 27 décembre 1893 à Seneffe et mort le 17 août 1944 à Courcelles, est un industriel et homme politique belge rexiste, bourgmestre du Grand Charleroi.

## Biographie
Oswald Englebin, né le 27 décembre 1893 à Seneffe, est le fils de Harice Englebin, dessinateur et ingénieur technicien et de Lauréa Denuit. Dès sa jeunesse, il se destine au commerce en gros et, dans ce but, fait des études commerciales.
Une blessure lors de son service militaire en 1914, l'empêche de participer à la Première Guerre mondiale. Dans l'entre-deux-guerres, Oswald Englebin se marie à Flore Philippe originaire de Chapelle-lez-Herlaimont dont les parents sont commerçants, propriétaires des Papeteries de Trazegnies. Il gère cette entreprise familiale et dans le privé est passionné de colombophilie.

### Carrière politique
En mai 1940, la Belgique est envahie par l'Allemagne et Charleroi est soumis aux autorités d'occupation qui imposent leur loi.
Oswald Englebin est secrétaire du « Secours d’Hiver » de Trazegnies créé fin 1940 avant de devenir bourgmestre rexiste de Trazegnies en octobre 1941.
À la création du Grand-Charleroi en juillet 1942, il en devient échevin chargé de l'agriculture. En novembre 1942, il est membre de la Commission d'Assistance Publique (CAP) du Grand-Charleroi et président de la sous-commission ravitaillement. À la suite de l'assassinat de Prosper Teughels par la résistance, il est nommé bourgmestre et prête serment au Roi et à la Constitution le 6 janvier 1943. Il conserve en même temps le département du ravitaillement.
L'essentiel de son travail est consacré à des œuvres de solidarité. Il met peu d'entrain à traquer les réfractaires au travail obligatoire, laissant même son fils puiser dans les réserves de timbres de ravitaillement pour les aider. Cette « tiédeur », reprochée par les rexistes, lui fait craindre une action de ces derniers contre lui. Quand il donne, durant l'année 1944, à l'échevin Henri Merlot des satisfactions refusées jusqu'alors, c'est comme s'il cédait à des menaces rexistes. Ce double jeu lui sera fatal.
Au cours de ce printemps 1944, il se rend de nombreuses fois sur les lieux sinistrés par les bombardements alliés notamment à Charleroi, Monceau-sur-Sambre et Marchienne-au-Pont.
C'est également au premier semestre de 1944 qu'il a le tort de s'afficher clairement au côté de l'autorité occupante et de ses collaborateurs lors de manifestations publiques. Il reçoit une première fois Léon Degrelle à l'hôtel de ville de Charleroi le 2 mars 1944 où il exprime son admiration pour le chef de la Légion Wallonie et pour les exploits de ses soldats. Le 1er avril 1944, il reçoit officiellement à Charleroi la SS Sturmbrigade Wallonie de retour de la bataille de Tcherkassy et en présence de nombreux dignitaires allemands. À l'hôtel de ville de Charleroi, il exprime dans une courte allocution à Léon Degrelle, à ses invités allemands et rexistes ses remerciements pour l'honneur qu'ils faisaient à la ville de Charleroi. Suit une cérémonie sur la Place Charles II de remise de décorations et des discours de Léon Degrelle et du général SS Sepp Dietrich.
Le 17 août 1944, peu après 12 h 30, tandis qu'il regagne son domicile à Trazegnies en compagnie de sa femme, de son fils et d'un garde du corps, il est contraint de ralentir lorsqu'il arrive à hauteur d'un véhicule en panne à l'orée du bois de Rognac à Courcelles. Cinq hommes, jusque-là affairés autour du capot, se retournent, font feu et tuent les occupants du véhicule (Oswald Englebin, sa femme et son fils) à l'exception du gendarme.
Cet assassinat, dont l'identité et les motivations des auteurs ne sont pas clairement établies, sera à l'origine de la tuerie de Courcelles durant laquelle 26 civils seront tués en représailles. De plus, les Allemands, après avoir permis les exactions des tueurs rexistes, exécuteront, le 24 août, 20 otages choisis parmi des porteurs d'arme.
Selon les désirs du défunt, mais contre la volonté de la direction du parti qui voulait des funérailles publiques et solennelles, celles-ci furent organisées le 21 août 1944 dans l'intimité. On y vit cependant de nombreuses personnalités rexistes.